# Skogsbrand (film)
Skogsbrand är en svensk dokumentärfilm från 1977 i regi av Karl-Erik Jagare och Lennart Bengtsson. Filmen skildrar svenska skogsarbetarnas strejk och kamp för månadslön våren 1975.